# Linnemannia hyalina
Linnemannia hyalina (Harz) Vandepol & Bonito – gatunek grzybów należący do typu Mucoromycota. Grzyb mikroskopijny żyjący w glebie.

## Systematyka
Pozycja w klasyfikacji według Index FungorumMortierella, Mortierellaceae, Mortierellales, Incertae sedis, Mortierellomycetes, Mortierellomycotina, Mucoromycota, Fungi.
Po raz pierwszy opisał go w 1871 r. Carl Otto Harz, nadając mu nazwę Hydrophora hyalina. W 2020 r. Vandepol i Gregory Bonito przenieśli go do rodzaju Linnemannia. Ma jeszcze 7 innych synonimów. Niektóre z nich:
- Mortierella hyalina (Harz) W. Gams 1970
- Mortierella hygrophila Linnem. 1936[2].

## Charakterystyka
Kolonie o wysokości do 1,0 cm lub większej, białe, pajęczynowate lub kosmate. Sporangiofory o wysokości 150–300 (–400) µm i średnicy 5–9 (–12) µm u nasady, 1,5–2,5 µm na wierzchołku, szydłowate, szkliste, gładkie, rozgałęzione u nasady. Zarodnie kuliste, o średnicy 15–30 µm, białe, rozpływające się, z małym kołnierzem, z licznymi zarodnikami. Sporangiospory kuliste, o średnicy (6–) 8–14 (–20) gładkie, szkliste. Zygospory nieznane, prawdopodobnie heterotaliczne.
Grzyby saprotroficzne, grzyby glebowe i grzyby koprofilne. W Polsce podano liczne stanowiska (jako Mortierella hyalina) w glebie, na korzeniach roślin, w kompoście i w odchodach zwierząt. Rozprzestrzenia się przez wodę lub przez ruch gleby (np. podczas prac polowych).